# Futebol Clube do Bom Sucesso
O Futebol Clube do Bom Sucesso é um clube de futebol de Portugal, com base na cidade do Funchal capital da Ilha da Madeira.

## Estádio
A praça de esportes onde o Bom Sucesso realiza seus jogos é o Campo de Futebol Adelino Rodrigues, com capacidade para abrigar 2.000 torcedores.

## Patrocínio
O patrocinador do Bom Sucesso é Ilha Peixe, Lda., e a marca do equipamento é a Patrick.